# Cyril Knowles
Cyril Barry Knowles (Fitzwilliam, 1944. július 13.  – Middlesbrough, 1991. augusztus 30.) angol labdarúgó, edző, a Tottenham Hotspur legendás játékosa. Testvére, Peter Knowles szintén labdarúgó volt.

## Pályafutása játékosként
Knowles balszélsőként kezdte pályafutását a helyi Hemsworth csapatánál. Három nagy klubtól – Manchester United, Blackpool és Wolverhampton Wanderers – is elutasítotást kapott, ekkor kereste meg a Middlesbrough. Knowles kezdetben az amatőrcsapatban kapott helyet. Az 1962–63-as szezonban debütált, majd csupán 39 mérkőzés után a Tottenham Hotspur akkori menedzsere, Bill Nicholson igazolta le 1964-ben 45 000 fontért.

### Tottenham Hotspur
Knowles Ron Henry fiatal pótlásaként érkezett a White Hart Lane-re, aki az 1960–61-es szezonban duplázó csapat tagja volt. Első tétmérkőzését a Sheffield United ellen játszotta a White Hart Lane-en az 1964–65-ös szezon nyitónapján. A találkozót 2–0-ra nyerték meg.
Knowles 11 évet töltött a Tottenham-nél, ahol remek párost alkottak az ír Joe Kinnear-ral. 1965 és 1969 között csupán egy bajnoki mérkőzést hagyott ki, 1967-ben meghívást kapott az angol válogatottba, ahol négy alkalommal lépett pályára. 1967 decemberében a Szovjetunió ellen mutatkozott be. 1972-ben UEFA-kupát nyert, Knowles az 1. fordulóban az IBK Keflavik ellen eredményes volt.
Utolsó mérkőzését profi labdarúgóként az Everton ellen játszotta 1975 decemberében. 31 évesen, állandó térdproblémái miatt vonult vissza. Ugyanebben a szezonban a csapathoz való hűsége miatt búcsúmérkőzést rendeztek a tiszteletére a rivális Arsenal ellen.
Tizenegy, Tottenham játékosként eltöltött éve alatt 507 mérkőzésen játszott és 17 gólt szerzett. 1967-ben FA-kupát, 1971-ben és 1973-ban Ligakupát, 1972-ben UEFA-kupát nyert a csapattal. Miután bejelentette visszavonulását, játékosmegfigyelőként kezdett dolgozni a Spurs-nél. Ezután rövid ideig a Hertford Town edzője volt, majd 1977 és 1981 között a Doncaster Roverst irányította.

## Pályafutása edzőként
1981 nyarán a Middlesbrough segédedzőjének nevezték ki, azonban két évvel később lemondott, hogy a negyedosztályú Darlington edzője legyen. Második ott töltött szezonjában a korábban csak küszködő csapatot egészen a harmadik helyig vezette, így feljutottak a harmadosztályba.
1987-ben hagyta el a csapatot, mikor ismét a negyedosztályba kerültek. Ugyanebben az évben a Torquay United menedzsere lett, ahol felfedezte a fiatal szélső, Lee Sharpe tehetségét, aki később a Manchester United játékosa lett. A csapattal a Sherpa Van Trophy döntőjébe jutott, ahol azonban csak az ezüstérmet szerezték meg.

### Statisztika
| Csapat            | Nemzet | –tól          | –ig          | Mérkőzések | Mérkőzések | Mérkőzések | Mérkőzések | Mérkőzések |
| Csapat            | Nemzet | –tól          | –ig          | M          | GY         | V          | D          | GY %       |
| ----------------- | ------ | ------------- | ------------ | ---------- | ---------- | ---------- | ---------- | ---------- |
| Darlington        |        | 1983 július   | 1987 március | 190        | 67         | 71         | 52         | 35.3       |
| Torquay United    |        | 1987 június   | 1989 október | 120        | 46         | 46         | 28         | 38.3       |
| Hartlepool United |        | 1989 november | 1991 június  | 85         | 40         | 27         | 18         | 47.1       |

## Sikerei, díjai

### Játékosként
Tottenham Hotspur
- FA-kupa győztes: 1967
- FA Community Shield győztes: 1967* (*megosztott cím)
- Coca-Cola Cup győztes: 1970–71, 1972–73
- Anglo-Italian League Cup győztes: 1971
- UEFA-kupa győztes: 1971–72
- UEFA-kupa ezüstérmes: 1973–74

### Edzőként
Darlington
- Negyedosztály harmadik hely: 1984–85

Torquay United
- Sherpa Van Trophy ezüstérem: 1988–89